# Историко-филологический журнал
«Историко-филологический журнал» (арм. Պատմա-Բանասիրական Հանդես, ՊԲՀ, Patma-Banasirakan Handes) — ежеквартальный рецензируемый академический журнал, издаваемый Национальной академией наук Армении. Он охватывает исследования по истории Армении (особенно материалы, относящиеся к древнему и средневековому периодам), истории искусства, литературы и лингвистики, политическим, экономическим и культурным связям армянского народа с другими народами. Журнал также публикует дискуссии и дебаты, рецензии на книги, а также имеет специальные разделы, посвященные новостям науки и делам армянской диаспоры. Время от времени публикует некрологи и биографии и отмечает жизни известных ученых, занимающихся арменоведением.
«Историко-филологический журнал» основал в 1958 году академик Мкртич Нерсисян, который и был его главным редактором до своей смерти в 1999 году. По словам канадско-армянского историка Размика Паносяна, «он стал журналом, задающим направление для историков, лингвистов, филологов и вообще для гуманитариев. Этот влиятельный журнал объединил все отрасли арменоведения, систематически консолидируя исследования по культуре, древнему праву и философии, архитектуре, языку и истории.
Большинство статей, опубликованных в советское время на армянском языке, включали аннотацию на русском, в то время как статьи, опубликованные на русском языке, имели аннотацию на армянском. После обретения Арменией независимости в 1991 году, большинство статей стали включать аннотации на английском языке.
В 1999 году главным редакторов журнала стал академик Вардкес Микаелян. С 2006 года главным редактором журнала был Саргис Арутюнян (член-корреспондент НАН РА, доктор филологических наук), затем журнал возглавил литературовед, доктор филологических наук Анушаван Закарян.
В первые годы журнал выходил четыре раза в год, каждый номер был объёмом более 300 страниц крупным шрифтом, с 1999 года выходит три раза в год. Архивы журнала оцифрованы, и статьи доступны на его официальном сайте.